# Roland Møller
Roland Møller. född 1 augusti 1972 i Odense, är en dansk skådespelare, låtskrivare, sångare och föredragshållare. Han har bland annat en roll i filmen The Commuter.